# 吳國權
吳國權（Ng Kuok Kun，1990年9月7日—），昵称The Macao Kid ，男，漢族，澳門人，職業拳擊運動員。就讀於澳門理工學院和菜農子弟學校，2013年成為澳門首位職業拳擊手。

## 經歷

### 早年
吳國權出生在澳門，十三歲那年跟隨哥哥到拳館开始练习，十五歲的吳國權第一次到香港參加業餘比賽并最終獲勝，往後的業餘生涯中，得到了一勝一負的戰績。吳國權高中畢業後，入讀澳門理工學院，在當時的學院中只有兩名拳擊運動員，戰績比較好的他，本可以代表澳門出戰世界大學生運動會，可是他卻經過了一輪波折而落選，不能代表澳門出賽的他感到失望，最後他毅然決然的踏上了職業之路。

### 職業拳擊生涯
2013年5月28日，在香港對戰尼泊爾選手，以點數贏得第一場WBC職業拳擊賽事，成為澳門現役唯一職業拳擊運動員，2013年11月24日，在澳門威尼斯人「金光對戰」中，以點數40比36擊敗泰國選手曾佑傑(You-Jie Zeng)（4-4, 4KO），贏的職業生涯第二勝。2014年2月22日，在澳門威尼斯人「皇金争霸赛」中，於第三回合技術性擊倒來自印度尼西亞的洛奇·阿拉普，獲得職業生涯三連勝。將於同年5月31日在澳門威尼斯人「金光羽戰」迎戰職業個人生涯第四戰。2015年3月7日，吳國權在澳門威尼斯人「金光激戰」中以技術性擊倒泰國對手革巴差，取得其職業生涯七連勝。